# Gregorio Panzani
Gregorio Panzani (16 ottobre 1592 – Mileto, 25 giugno 1660) è stato un vescovo cattolico italiano, emissario papale a Londra alla corte del re Carlo I e vescovo di Mileto.

## Biografia
Gregorio Panzani ha ricevuto il dottorato in utroque iure (sia in diritto civile che in diritto canonico) presso la Archiginnasio di Roma il 7 marzo 1625. Si unì alla Congregazione dell'oratorio, diventando sacerdote, ma, a causa della cattiva salute, si dimise e divenne sacerdote laico della diocesi di Arezzo.
Nel 1634 è stato scelto dal cardinale Antonio Barberini per l'importante, riservato e delicato compito di legato pontificio a Londra.
Barberini era desideroso di ottenere maggiori informazioni sul progresso dei cattolici in Inghilterra e la Commissione di Panzani era quello di ottenere informazioni di prima mano per quanto riguardava lo stato dei cattolici inglesi.
I cattolici inglesi erano molto divisi sulla questione del giuramento di fedeltà e la nomina di un vicario apostolico, ed erano in corso mediazioni per ricomporre le differenze che erano sorte su questi punti tra i laici e il clero regolare, e per stabilire relazioni informali tra il Governo inglese e Papa Urbano VIII, zio del cardinale Barberini.
Panzani si rese conto che la nomina di un vescovo era necessaria, e si risentì degli sforzi dei Gesuiti per ostacolarlo. Anche se riuscì a conciliare i laici con i benedettini e gli altri cattolici, i gesuiti furono lasciati fuori dall'accordo, e furono inutili gli sforzi successivi di Panzani per includerli.
Aveva ripetuto interviste con Francis Windebank e Lord Francis Cottington, tesoriere presso la Corte di Carlo I e capo della fazione a favore della Chiesa Cattolica Romana. Entrambi erano Segretari di Stato, e Panzani era entrato (come Rossetti) nei favori della Regina Maria Enrichetta Borbone, e tramite lei ottenne di essere ricevuto da re Carlo I, privatamente e in segreto.
Aveva inoltre "contatti" con Richard Montagu, il vescovo anglicano di Chichester, nella provincia di Canterbury, diocesi che copriva all'epoca le due contee del Est e Ovest Sussex, sul tema della riunificazione ecumenica delle Chiese Cristiane (Corporate reunion).
Nel 1634 fu richiamato a Roma, poiché Papa Urbano VIII aveva in altro modo stabilito un canale di comunicazione con la regina. Fu nominato canonico della Basilica di San Lorenzo in Damaso, e ottenne una posizione nelle corti civili. Il 13 agosto 1640 fu nominato vescovo di Mileto.

## Resoconti storici
Un resoconto della sua missione inglese fu scritto in italiano da qualcuno che aveva accesso alle sue carte, e una copia fu usato dallo storico della Chiesa inglese Charles Dodd (1671-1743), che, tuttavia, pensò che fosse imprudente pubblicare queste memorie in ogni loro parte. Tuttavia, nel 1793 il reverendo Joseph Berington 81743-1827) pubblicò una traduzione con un'introduzione storica e un supplemento.
La loro autenticità è stata immediatamente chiamata in causa da padre Charles Plowden (1743-1821), gesuita e primo maestro dei novizi al Stonyhurst College, che li considerava un falso creato da Charles Dodd.
Fu coinvolto anche Mark Aloysius Tierney (1795-1862), frate francescano, Fellow della Society of Antiquaries of London e della Society of Antiquaries of London, Segretario della Sussex Archaeological Society, che integrò la Church History of England di Dodd. Le sue ricerche avrebbero provato l'autenticità dello scritto.
Il manoscritto originale entrato in possesso del cardinale Filippo Antonio Gualterio, nunzio apostolico alla corte di Luigi XIV di Francia, fu acquistato dal British Museum nel 1854 (Add. Manoscritti n. 15389).

## Genealogia episcopale
La genealogia episcopale è:
- Cardinale Tolomeo Gallio
- Vescovo Cesare Speciano
- Patriarca Andrés Pacheco
- Cardinale Agostino Spinola
- Cardinale Giulio Cesare Sacchetti
- Vescovo Gregorio Panzani, C.O.